# バス・ラピッド・トランジット
バス・ラピッド・トランジット（英: bus rapid transit, BRT）とは、バスを基盤とした都市大量輸送システムである。英語で都市高速鉄道を意味する「ラピッド・トランジット」に用語が由来する。
日本語ではバス高速輸送システム（バスこうそくゆそうシステム）とも呼ばれる。

## 概要

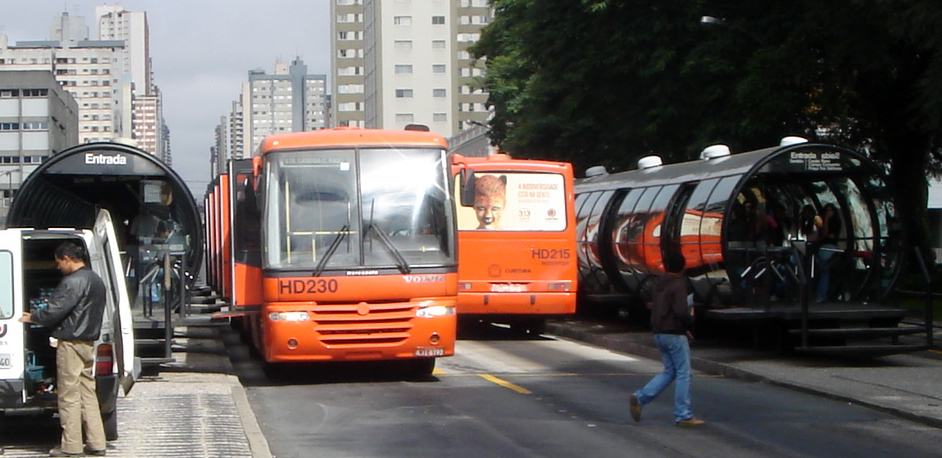
世界初のBRTシステムである、ブラジル・クリチバの統合輸送ネットワーク

世界初のBRTシステムは、1974年に南アメリカ・ブラジルのクリチバで開業した統合輸送ネットワーク（RIT, Rede Integrada de Transporte）である。
同システムは、世界の多くの都市交通システムに採用された。例えば、コロンビアのボゴタで2000年に開業したTransMilenio（TransMilenio）がある。
2014年10月時点で世界186都市でBRTが運行され、路線の総延長距離は4757キロメートルに達する。世界の1日当たりのBRT推定乗降客数は約3170万人とされ、33都市で運行されているブラジルなどラテンアメリカでは、世界最多の60路線が存在し、推定乗降客数は約1970万人である。日本でも導入や検討が進んでいる。

### 定義
バス・ラピッド・トランジット（BRT）は必ずしも明確になった定義があるわけではないが、「専用走行空間の確保を基本とした、速達性、定時性、輸送能力に優れた、バス車両をベースとした高速運行の公共交通システム」と定義される。「バス・ラピッド・トランジット」の名称は、英語で都市高速鉄道を意味する「ラピッド・トランジット」（直訳では高速輸送）を由来とする。
BRTは、混合交通、平面道路でのバス専用車線、他の交通から分離したバス専用道路を含む多種多様な優先権を行使して運用される。
2011年及び2013年、BRTシステムには多くの差異及び明白な特徴が存在するため、アメリカ合衆国の交通開発政策研究所は、BRTとしての資格を有するシステムにはどのような特徴を備えるべきかという最低限の定義を設定し、既存のシステムを評価するBRTスタンダードを創設した。
国際公共交通連合（UITP）はBRTではなくBHLS（Bus with High-Level of Service）という別の概念を導入している。

## 主な特徴
BRTシステムは通常、以下の特徴の大部分を有する。

### バス専用道路
バス専用道路を導入した場合、目的地までの所要時間が短縮され、混合交通での渋滞による遅延が回避可能である。分離優先道路を導入する場合、高架道路、地下道路、トンネル、鉄道路線の廃線跡を利用可能である。トランジットモール又は「バス・ストリート」は、中心市街地にも導入可能である。

### バス専用車線
車道の中央又はバス専用車線でバスを運行した場合、歩道の縁石側（乗用車やトラックの停車・一時停止・方向転換があって交通量も多い）からバスを離すことが可能になり、遅延が防止できる。

### 車外運賃徴収
バス内での料金支払いの代わりに駅（バス停留所）での料金支払いを行うことにより、バス内での乗客の料金支払いに起因する遅延の防止が可能である。

### 交差点での待遇
バス専用車線を横断する方向転換を禁止することにより、バスの遅延は大いに減少する。バス車両優先システムを導入した場合、通常の順序と比較し、バスの進行方向での青信号の時間が拡大し、赤信号の時間が縮小することにより遅延が減少するため、信号交差点に導入されることが多い。方向転換の禁止は、交差点を通過するバスの移動に最も重要な方策になり得る。

### 乗降口の高さ
駅のプラットホームの高さをバスの床高に合わせることにより、乗降が迅速で容易になり、車椅子、体の不自由な乗客、ベビーカーの利用が十分容易になり、遅延を最小限に抑えることが可能である。
高床バスの床高に合わせた高床式プラットフォームを導入した場合、プラットフォームの外側での停車及び高床式プラットフォームでの通常のバスの停車が困難になるため、BRTの停車は他のバスの停車とは完全に分離する必要がある。鉄道車両とは対照的に、バス及びプラットフォームの間隙の高い危険性もまた存在する。
ドアでの段差のない低床バスは人気があり、増加傾向にある。低床バスは容易な乗降及び他のバスと互換性のある停車が可能である。

## 追加設備

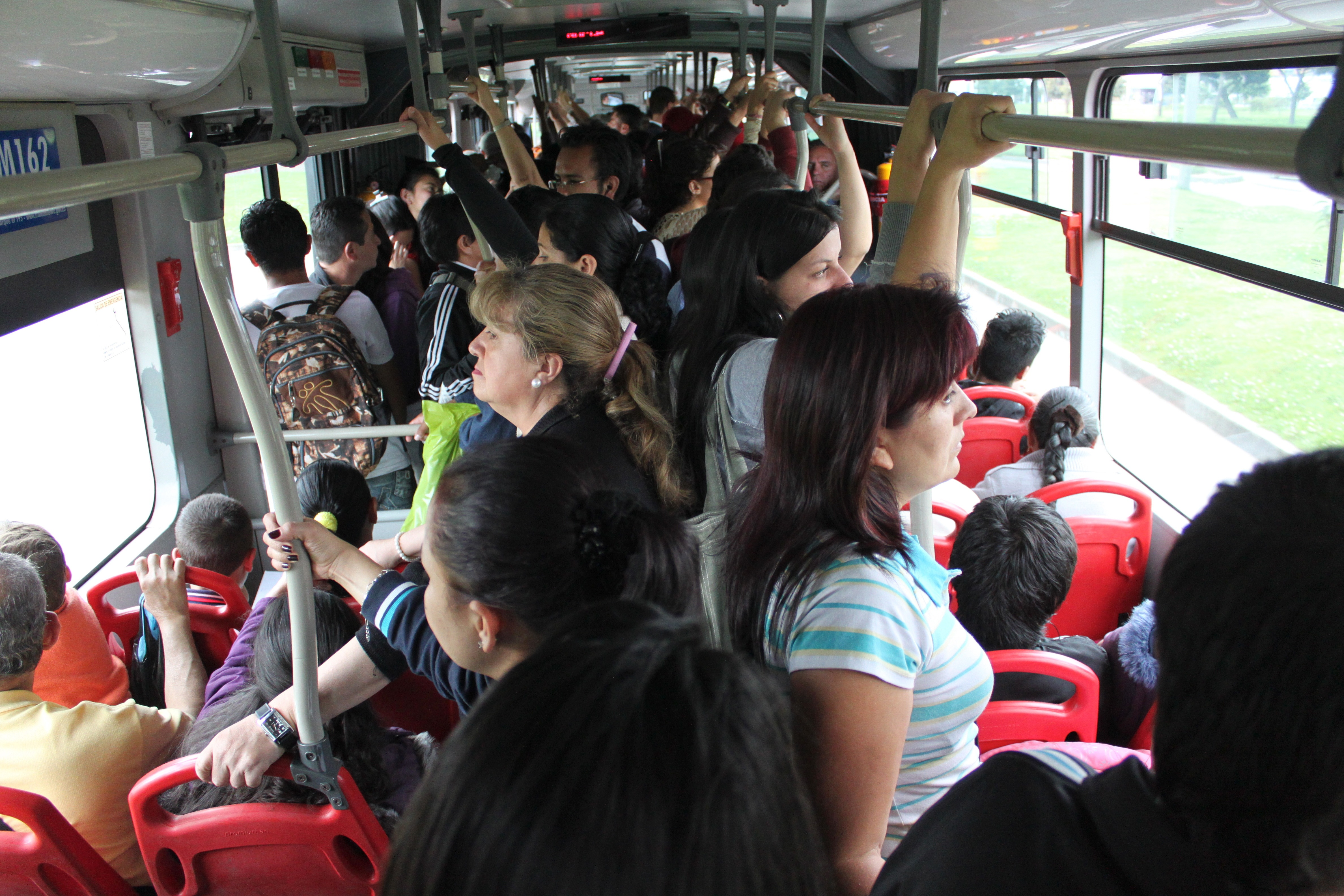
最大乗車定員270人のトランスミレニオの車両

### 高頻度全日サービス

#### 大容量車両
二連節バスのような大容量車両は、乗客の乗降を迅速化するため、通常複数のドアが用いられる。ガイドウェイバスもまた用いられ得る。円滑な乗車には先進的なパワートレイン制御が用いられ得る。

#### 上質な駅

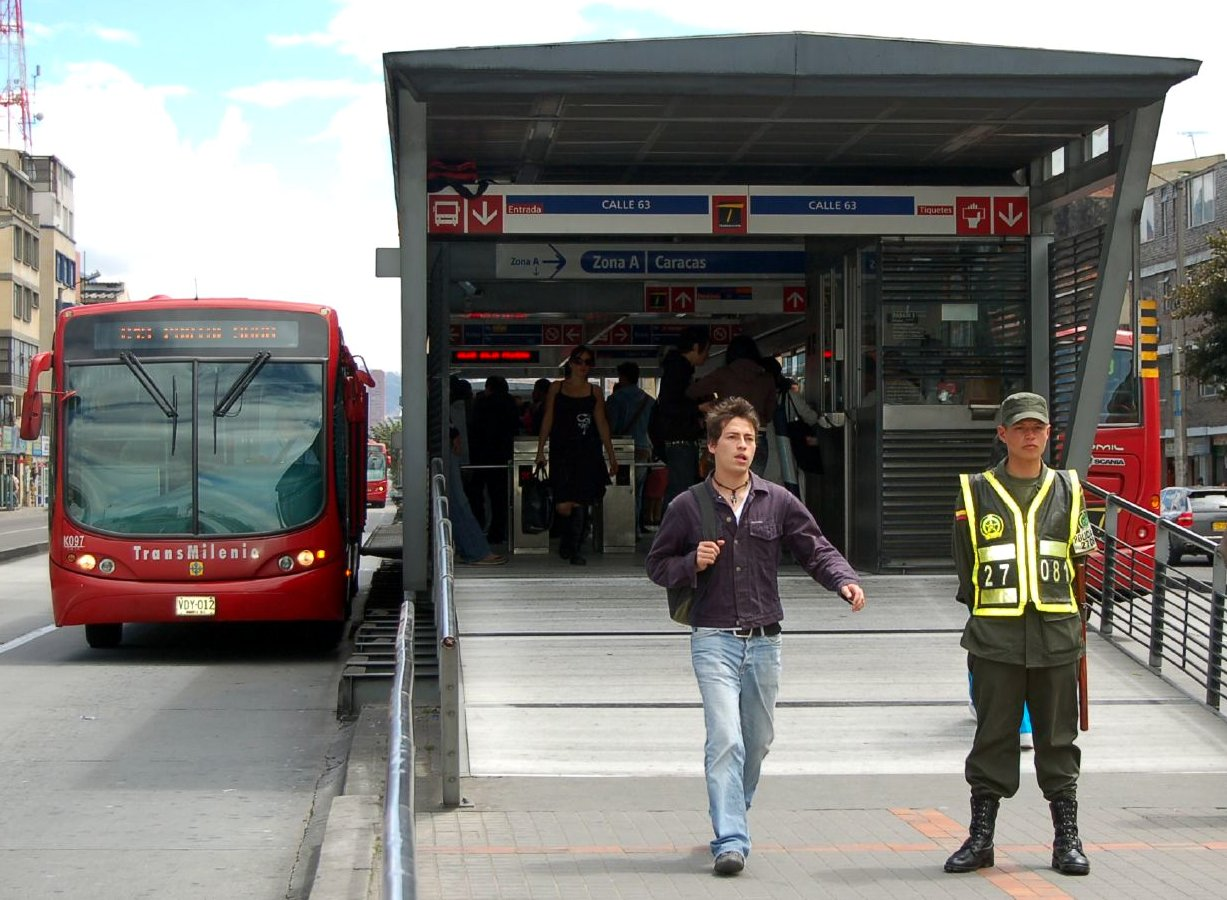
トランスミレニオの駅入口における改札口

BRTシステムの駅は、密閉型の駅舎、魅力的なガラス製の引き戸、職員が配置された切符売り場、案内所などを備えることがあり、一般的なバス停留所と比べて多額の投資を要する傾向がある。また乗降の迅速化及び体の不自由な乗客の利便性向上のため、低床バス又は高床式プラットフォームのいずれかを用いた高低差のない乗降口や、複数のドアが用いられることが多い。特に利用客の多い駅においては、地下鉄のシステムと同じような方法で、車両乗車時ではなく「駅」への入場時での切符確認も一般的である。

#### 優れたブランド又はアイデンティティー
ヴィヴァ・ラピッド・トランジット、メトロポリタン・エリア・エクスプレス (ラスベガス)、TransMilenio、Metropolitano、Selectを例として、バスだけでなく停留所及び駅にもマークを付している。固有かつ特色を示すアイデンティティーにより、自動車運転の代替案としてのBRTの魅力を高められる。大都市は通常大規模なバス路線網を有する。全てのバス路線を示す路線図は理解しにくくなり得るため、乗客が低頻度のバスを待つ原因となる。特有のブランド及び分離した路線図を用いて、主要な高頻度のバス路線に数字でブランド設定を行うことにより、主要路線網がより理解しやすくなる。

## 各国の主なBRT

### 日本のBRT
日本国内でも、バス専用の走行空間を有する輸送システムや、運行車両に連節バスを用いた一般バス路線が各地に存在している。国土交通省は、BRTを「連節バス、PTPS（公共車両優先システム）、バス専用道、バスレーン等を組み合わせることで、速達性・定時性の確保や輸送能力の増大が可能となる高次の機能を備えたバスシステム」と定義し、BRT導入におけるガイドラインも示している。
一方、多くは表定速度20km/h以下と低速であり、「BRT=連節バス」という「Rapid」が抜けた解釈が広まっていることが多い。連節バス自体は一般路線バスとして日本でもわずかながら導入されていた。

#### バス専用の走行空間を有する路線

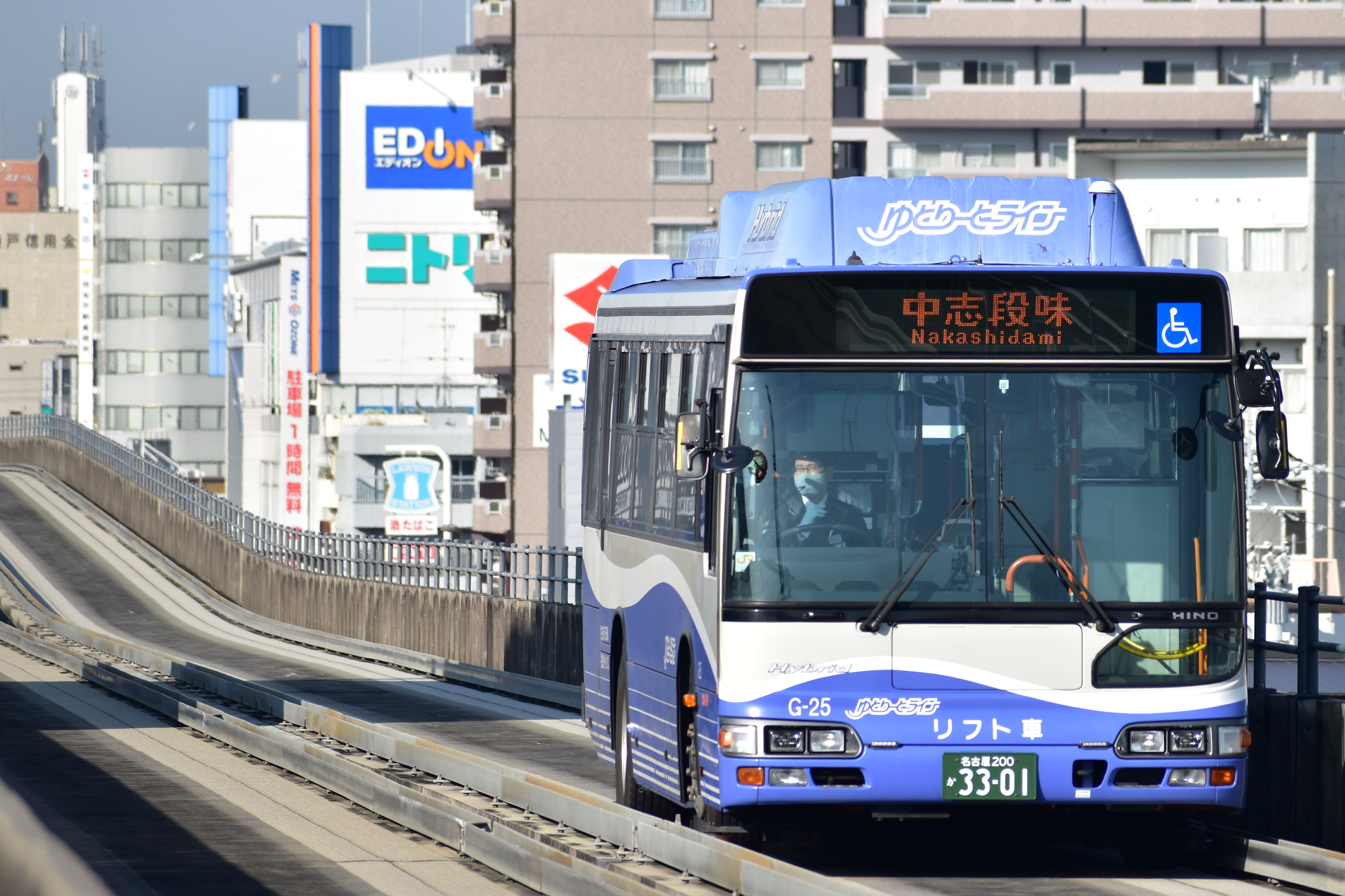
ガイドウェイバス専用通路を走るゆとりーとライン

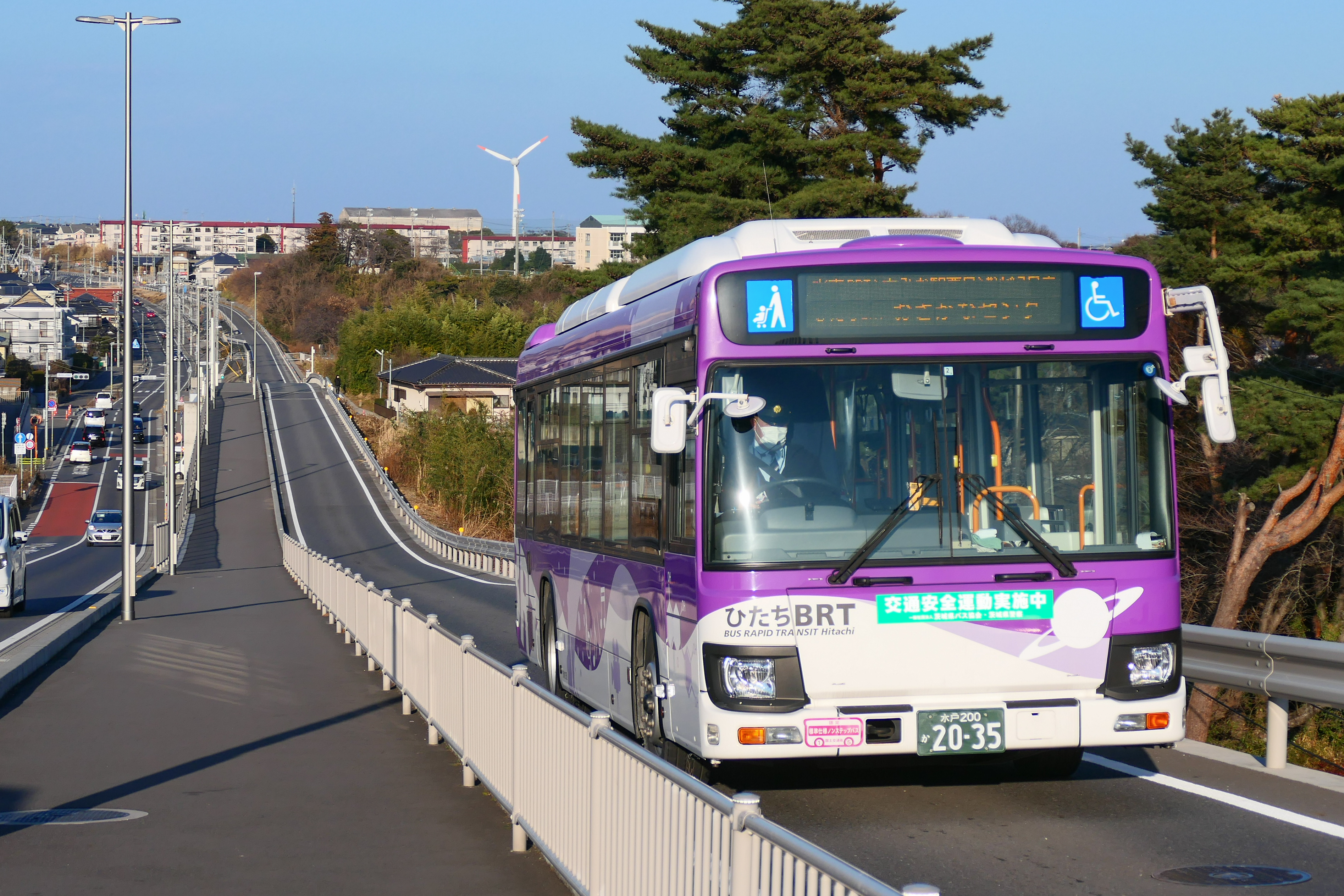
バス専用道路区間を走るひたちBRT

運行経路にバス専用の走行路を使用している路線。主に廃止された鉄道路線の線路跡地にバス専用道路を設置している場合が多く、下記の6路線のうち4路線が関東・東北の路線であり、そのうち2路線が茨城県の路線である。
- 軌道法に基づく軌道路線[注 1]
  - ゆとりーとライン：大曽根駅 - 小幡緑地駅間にガイドウェイバス専用通路（ガイドウェイバス志段味線）を設置。

- 道路運送法上の専用自動車道を有する路線
  - 白棚線（JRバス関東）
  - 気仙沼線・大船渡線BRT（東日本旅客鉄道）：2011年の東日本大震災により使用されなくなった気仙沼線・大船渡線の線路敷を利用。
  - 日田彦山線BRT（JR九州バス）：2017年の九州北部豪雨により使用されなくなった日田彦山線の線路敷を利用[12][13]。

- 道路法上の専用道路等を有する路線
  - かしてつバス（関東鉄道）：鹿島鉄道線の廃線跡を利用[14]。
  - ひたちBRT（茨城交通）：日立電鉄線の廃線跡を利用[15]。

#### 一般道を運行する路線
他の一般路線バスとは別体系の路線を設定して運行するもの。バスレーンの設置や連節バスを使用する場合が多い。
- 基幹バス（名古屋市営バス）：2号系統では一般道の中央部に専用レーンや停留所を設置し、交差点ではバス優先信号を使用。
- シーガル幕張（京成バス）：新都心・幕張線で運行している連節バスである。
- 清流ライナー（岐阜乗合自動車）：岐阜市内の幹線バス路線に連節バスを導入し、輸送効率を向上[16]。
- いまざとライナー（大阪市高速電気軌道）：今里筋線の延伸計画の代替として運行[17]。
- Fukuoka BRT（西鉄バス、福岡市）：博多、天神、ウォーターフロント（博多港）の3拠点を巡回する環状線を整備[18]。連節バスの導入や専用の停留所を設置（一般路線バス停留所に併設）。
- Kitakyushu BRT（西鉄バス、北九州市）：幹線区間や通学で利用の多い区間を連節バスが運行[19]。
- KAWASAKI BRT（川崎鶴見臨港バス）：川崎市臨海部への交通機能強化に向け、連節バスを導入[20]。
- 東京BRT：都心と臨海地域を結び、連節バスを導入[21][22]。
- Port Loop：兵庫県神戸市の新神戸・三宮とウォーターフロントを結ぶ神姫バスのバス路線で、全車両が専用の連節バスで運行されている。

#### 計画中の路線
- 広島大学（東広島キャンパス）と山陽本線の西条駅を結ぶ路線[23][24]。JR西日本や東広島市が大学側と共に計画中。

#### 災害時BRT
- 2018年、平成30年7月豪雨に伴い広島市・呉市間の渋滞が深刻化。その対策として、広島呉道路の通行止め区間の中で被害が小さかった天応西IC - 呉IC間で、JR呉線代行バス[注 2]と「広島 - 呉間災害時臨時輸送バス」[注 3]を通行させる「災害時BRT」を約2ヶ月運行[25]。

### 欧州のBRT
- ケンブリッジシャー・ガイデッドバスウェイ（英語版）：2011年に運行を開始したイギリス・ケンブリッジシャーのガイドウェイバスシステム[3]。
- ナント・バスウェイ（英語版）：フランス・ナントで運行されているBRT。
- T_Zen（英語版）：フランス・イル＝ド＝フランス地域圏で運行されているBRT。
- メトロマーレ（英語版）：イタリア・リミニ県で運行されているBRT。

### 中国のBRT
- 北京BRT（中国語版）
- 廈門BRT（中国語版）
- 鄭州BRT（中国語版）
- 広州BRT（中国語版）
- 蘇州BRT（中国語版）
- ウルムチBRT（中国語版）
- 成都BRT（中国語版）
- 宜昌BRT（中国語版）
- 延安路中運量トランジット（中国語版）：上海市外灘から申昆路バスタ—ミナルまで東西を横断するBRT。
- 奉浦エクスプレス（中国語版）：上海市奉賢区、閔行区、浦東新区を結ぶBRT。

### インドネシアのBRT
- トランスジャカルタ：ジャカルタで運行されているBRT。

### マレーシアのBRT
- ラピドKLサンウェイ線：セランゴール州で運行されているBRT。

### オーストラリア
- アデレード・オーバーン：オーストラリア・アデレードで運行されている、ダイムラー社が開発したガイドウェイバスシステム[3]。

### BRTスタンダード
| 都市                         | BRTシステム                                                                         |
| ---------------------------- | ----------------------------------------------------------------------------------- |
| 広州市（中華人民共和国）     | 広州BRTGBRT (中山路)                                                                |
| ボゴタ（コロンビア）         | TransMilenio (Americas, Calle 80, Calle 26, NQS (Norte-Quito-Sur), SUBA, El Dorado) |
| クリチバ（ブラジル）         | Curitiba BRT (Linha Verde)                                                          |
| リオデジャネイロ（ブラジル） | TransOeste                                                                          |
| リマ（ペルー）               | Metropolitano                                                                       |
| グアダラハラ (メキシコ)      | Macrobús                                                                            |
| メデジン（コロンビア）       | Metroplús                                                                           |